# Szczuchnia
Szczuchnia – nieoficjalny przysiółek wsi Ostrów, w Polsce, w województwie lubelskim, w powiecie lubartowskim, w gminie Michów.
Miejscowość nie figuruje w systemie TERYT, w PRNG zapisano jej nazwę na podstawie mapy. Statut dla tego obiektu geograficznego to niestandaryzowany przysiółek wsi Ostrów.
W latach 1975–1998 miejscowość administracyjnie należała do województwa lubelskiego.